# Beautiful Song
Beautiful Song (Magnifique chanson) est la chanson de l'artiste lettone Anmary qui représente la Lettonie au Concours Eurovision de la chanson 2012 à Bakou, en Azerbaïdjan.

## Eurovision 2012
La chanson est sélectionnée le 18 février 2012 lors d'une finale nationale.
Elle participe à la première demi-finale du Concours Eurovision de la chanson 2012, le 22 mai 2012.